# Albertonectes vanderveldei
L'albertonecte (Albertonectes vanderveldei) è un rettile marino estinto, appartenente ai plesiosauri. Visse nel Cretaceo superiore (Campaniano, circa 73 milioni di anni fa) e i suoi resti fossili sono stati ritrovati in Nordamerica (Alberta, Canada). È il vertebrato dotato del maggior numero di vertebre cervicali (ben 76).

## Descrizione
Questo animale è noto per uno scheletro pressoché completo ma privo di cranio, che tuttavia permette di ricostruire l'aspetto. Albertonectes era un plesiosauro di grandi dimensioni: il solo collo era lungo circa 7 metri e l'animale intero doveva superare gli 11 metri di lunghezza. La caratteristica più rilevante dell'animale era senza dubbio data dal collo estremamente allungato, più lungo di corpo e coda insieme. Le vertebre cervicali erano 76, il numero più alto conosciuto per ogni vertebrato. La coda terminava in una struttura formata da sette vertebre fuse insieme, che lo differenziava dagli altri animali simili (gli elasmosauridi). Albertonectes era inoltre dotato di un omero insolitamente snello rispetto a quello degli altri elasmosauridi. Le zampe, come in tutti i plesiosauri, erano trasformate in strutture simili a pagaie.

Le dimensioni di Albertonectes a confronto con quelle di un uomo

## Classificazione
Albertonectes è stato descritto per la prima volta nel 2012, sulla base di uno scheletro proveniente dalla formazione Bearpaw in Alberta (Canada).

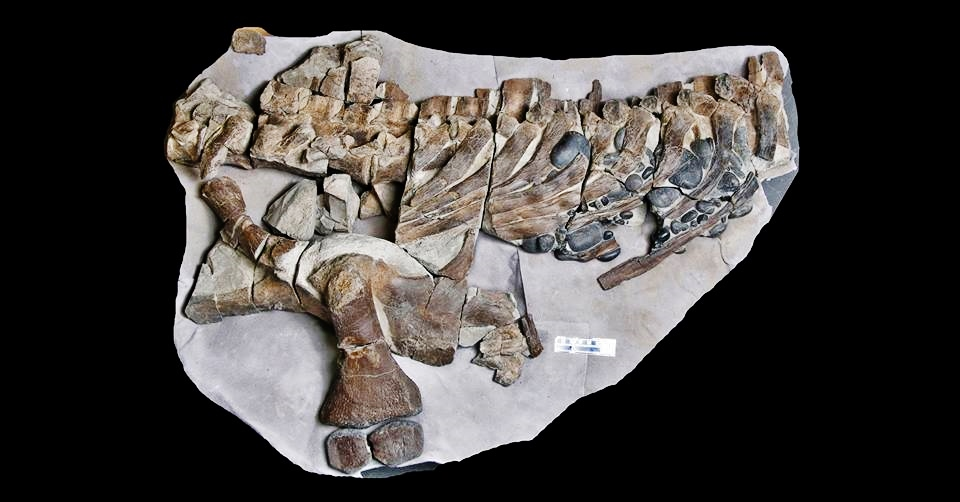
Particolare di un fossile di Albertonectes in cui sono visibili alcuni gastroliti

Un'analisi filogenetica ha mostrato che Albertonectes apparteneva alla famiglia degli elasmosauridi, un gruppo d plesiosauri molto specializzati tipici del Cretaceo, dotati di colli estremamente allungati. Tra questi, Albertonectes occupava una posizione relativamente basale, benché sia stato rinvenuto in strati del Campaniano, verso la fine del Cretaceo. Si suppone che Albertonectes sia il sister group di un clade formato da altri elasmosauri più derivati come Thalassomedon (molto più antico), Hydrotherosaurus, Hydralmosaurus, Terminonatator, Aristonectes, Styxosaurus e Aphrosaurus. La classificazione degli elasmosauri, tuttavia, è lungi dall'essere chiara a causa della scarsità di fossili di questo gruppo (soprattutto all'inizio della loro storia evolutiva).

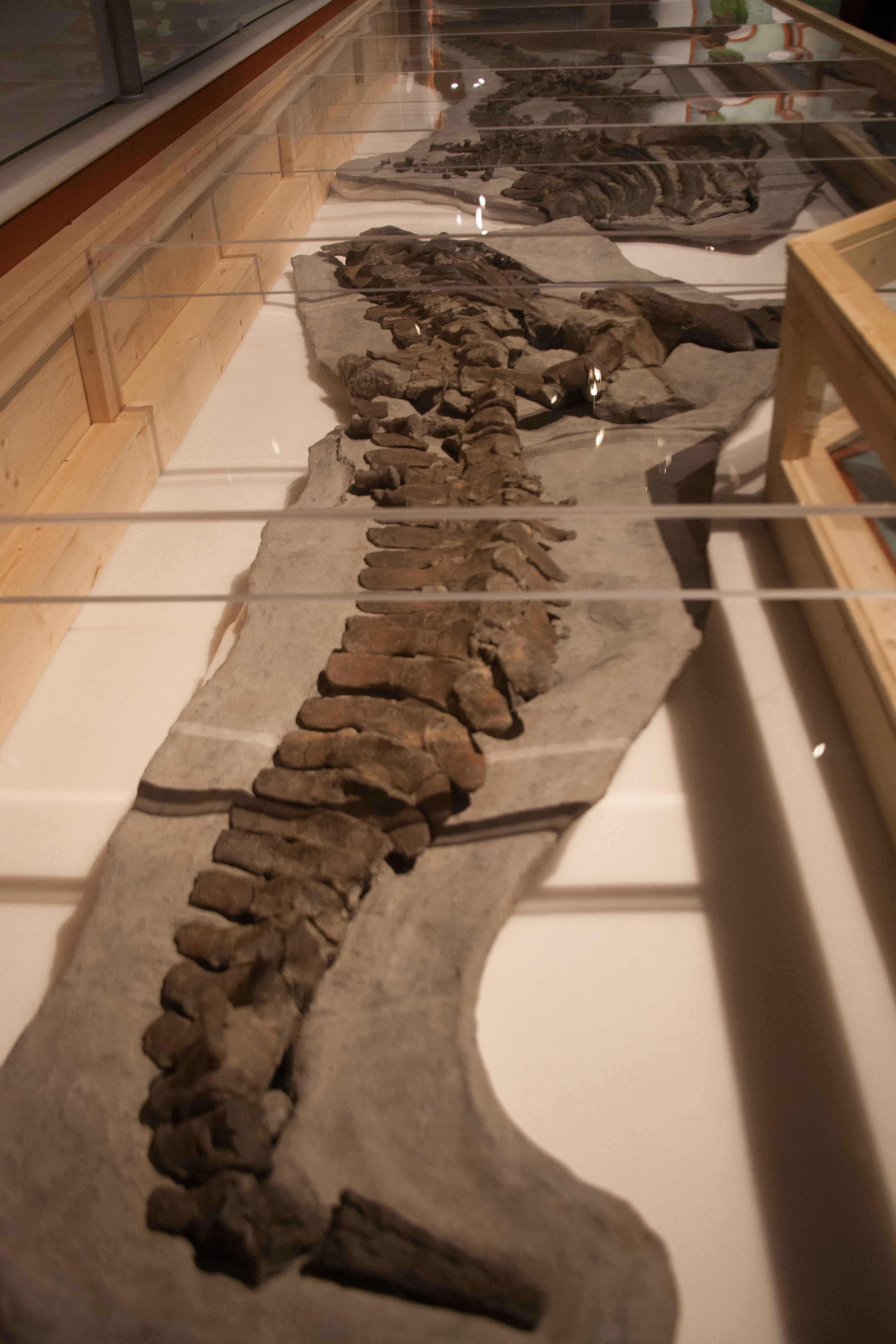
Fossile di Albertonectes. In evidenza le peculiari ultime sette vertebre caudali fuse.

## Paleoecologia
Albertonectes fu uno degli ultimi plesiosauri a vivere nel Mare interno occidentale, un largo braccio di mare che occupava la parte centrale del Nordamerica nel corso del Cretaceo.
In corrispondenza della zona del ventre di Albertonectes sono stati rinvenuti molti gastroliti, pietre levigate probabilmente inghiottite dall'animale che forse le usava come zavorra. Sono visibili 97 gastroliti, presenti fra le costole o completamente esposti; la maggior parte di essi sono a forma di disco, ma ne sono presenti anche molti a forma sferoidale. Dalle proporzioni e dalla composizione di questi gastroliti, si suppone che l'animale li abbia raccolti principalmente nei pressi di una spiaggia. Altri gastroliti sembrerebbero essere stati inghiottiti in zone fluviali; anche se gli elasmosauri erano principalmente animali marini, vi sono prove che almeno alcune forme si siano avventurate nelle acque dolci.